# Hibernians Football Club 2015-2016
Questa voce raccoglie le informazioni riguardanti il Hibernians Football Club nelle competizioni ufficiali della stagione 2015-2016.

## Rosa
| N. |                               | Ruolo | Calciatore        |
| -- | ----------------------------- | ----- | ----------------- |
| 5  | Guinea Equatoriale (bandiera) | D     | Rui               |
| 6  | Malta (bandiera)              | D     | Jonathan Pearson  |
| 7  | Brasile (bandiera)            | A     | Jackson Lima      |
| 8  | Brasile (bandiera)            | C     | Rodolfo Soares    |
| 9  | Brasile (bandiera)            | A     | Marcelo Dias      |
| 10 | Malta (bandiera)              | A     | Andrew Cohen      |
| 11 | Malta (bandiera)              | C     | Bjorn Kristensen  |
| 12 | Malta (bandiera)              | P     | Jurgen Borg       |
| 13 | Malta (bandiera)              | C     | Clayton Failla    |
| 14 | Malta (bandiera)              | A     | Jurgen Degabriele |
| 15 | Malta (bandiera)              | C     | Dunstan Vella     |
| 16 | Malta (bandiera)              | D     | Scott Chircop     |

| N. |                               | Ruolo | Calciatore     |
| -- | ----------------------------- | ----- | -------------- |
| 20 | Malta (bandiera)              | D     | Andrei Agius   |
| 22 | Malta (bandiera)              | D     | Zachary Scerri |
| 22 | Nigeria (bandiera)            | D     | Joseph Mbong   |
| 23 | Brasile (bandiera)            | A     | Jorginho       |
| 24 | Malta (bandiera)              | P     | Rudi Briffa    |
| 31 | Brasile (bandiera)            | C     | Gilmar         |
| 32 | Brasile (bandiera)            | A     | Jorge Santos   |
|    | Guinea Equatoriale (bandiera) | D     | Diosdado Mbele |
|    | Malta (bandiera)              | P     | Justin Haber   |